# North Escobares, Texas
North Escobares, Texas (енгл. North Escobares) насељено је место без административног статуса у америчкој савезној држави Тексас.

## Демографија
По попису из 2010. године број становника је 118, што је 1.574 (-93,0%) становника мање него 2000. године.
| Група             | 2000.         | 2010.        |
| Белци             | 94 (5,6%)     | 0 (0,0%)     |
| Афроамериканци    | 1 (0,1%)      | 0 (0,0%)     |
| Азијати           | 0 (0,0%)      | 0 (0,0%)     |
| Хиспаноамериканци | 1.598 (94,4%) | 118 (100,0%) |
| Укупно            | 1.692         | 118          |